# Mauritius a 2016. évi nyári olimpiai játékokon
Mauritius a brazíliai Rio de Janeiróban megrendezett 2016. évi nyári olimpiai játékok egyik részt vevő nemzete volt. Az országot az olimpián 7 sportágban 11 sportoló képviselte, akik érmet nem szereztek.

## Atlétika
Férfi
| Versenyző    | Versenyszám | Döntő   | Döntő    |
| Versenyző    | Versenyszám | Idő     | Helyezés |
| ------------ | ----------- | ------- | -------- |
| David Carver | Maraton     | 2:26:16 | 102.     |

| Versenyző      | Versenyszám | Selejtező | Selejtező | Döntő    | Döntő    |
| Versenyző      | Versenyszám | Eredmény  | Helyezés  | Eredmény | Helyezés |
| -------------- | ----------- | --------- | --------- | -------- | -------- |
| Jonathan Drack | Hármasugrás | 16,21 m   | 28.       | kiesett  | kiesett  |

Női
| Versenyző        | Versenyszám | Előfutam | Előfutam | Előfutam | Elődöntő | Elődöntő | Elődöntő | Döntő   | Döntő    |
| Versenyző        | Versenyszám | Idő      | Hely.    | Össz.    | Idő      | Hely.    | Össz.    | Idő     | Helyezés |
| ---------------- | ----------- | -------- | -------- | -------- | -------- | -------- | -------- | ------- | -------- |
| Aurelie Alcindor | 200 m       | 24,55    | 7.       | 64.      | kiesett  | kiesett  | kiesett  | kiesett | kiesett  |

## Cselgáncs
Női
| Versenyző            | Versenyszám | Selejtező                        | Nyolcaddöntő                     | Negyeddöntő                             | Elődöntő          | Vigaszág elődöntő                        | Bronz- mérkőzés   | Döntő             | Helyezés |
| Versenyző            | Versenyszám | Ellenfél Eredmény                | Ellenfél Eredmény                | Ellenfél Eredmény                       | Ellenfél Eredmény | Ellenfél Eredmény                        | Ellenfél Eredmény | Ellenfél Eredmény | Helyezés |
| -------------------- | ----------- | -------------------------------- | -------------------------------- | --------------------------------------- | ----------------- | ---------------------------------------- | ----------------- | ----------------- | -------- |
| Christianne Legentil | Harmatsúly  | Joud Fahmy (KSA) · 100(0)-000(0) | Gili Cohen (ISR) · 001(2)-000(0) | Majlinda Kelmendi (KOS) · 000(3)–000(1) |                   | Natalja Kuzjutyina (RUS) · 000(3)–100(2) | kiesett           |                   | 7.       |

## Ökölvívás
Férfi
| Versenyző          | Versenyszám | Selejtező                | Nyolcaddöntő                     | Negyeddöntő                | Elődöntő          | Döntő             | Helyezés |
| Versenyző          | Versenyszám | Ellenfél Eredmény        | Ellenfél Eredmény                | Ellenfél Eredmény          | Ellenfél Eredmény | Ellenfél Eredmény | Helyezés |
| ------------------ | ----------- | ------------------------ | -------------------------------- | -------------------------- | ----------------- | ----------------- | -------- |
| Merven Clair       | Középsúly   | Hoszám Ábdín (EGY) · 0-3 | kiesett                          | kiesett                    | kiesett           | kiesett           | 16.      |
| Kennedy St. Pierre | Nehézsúly   | erőnyerő                 | Chouaib Bouloudinats (ALG) · 2-1 | Vaszilij Levit (KAZ) · 0-3 | kiesett           | kiesett           | 5.       |

## Súlyemelés
Női
| Versenyző         | Versenyszám | Szakítás | Szakítás | Lökés    | Lökés    | Összesen | Helyezés |
| Versenyző         | Versenyszám | Eredmény | Helyezés | Eredmény | Helyezés | Összesen | Helyezés |
| ----------------- | ----------- | -------- | -------- | -------- | -------- | -------- | -------- |
| Roilya Ranaivosoa | 48 kg       | 80       | 10.      | 93       | 10.      | 173      | 9.       |

## Tollaslabda
| Versenyző     | Versenyszám | Csoportkör                                                                                    | Csoportkör | Nyolcaddöntő      | Negyeddöntő       | Elődöntő          | Bronz- mérkőzés   | Döntő             | Helyezés |
| Versenyző     | Versenyszám | Ellenfél Eredmény                                                                             | Hely.      | Ellenfél Eredmény | Ellenfél Eredmény | Ellenfél Eredmény | Ellenfél Eredmény | Ellenfél Eredmény | Helyezés |
| ------------- | ----------- | --------------------------------------------------------------------------------------------- | ---------- | ----------------- | ----------------- | ----------------- | ----------------- | ----------------- | -------- |
| Kate Foo Kune | Női egyes   | H csoport · Hsuan-Yu Chen (AUS) · 21–16, 21–19 · Porntip Buranaprasertsuk (THA) · 7–21, 18–21 | 2.         | kiesett           | kiesett           | kiesett           | kiesett           | kiesett           | 14.      |

## Triatlon
| Versenyző          | Versenyszám | 1,5 km úszás | Depózás 1     | 40 km kerékpározás | Depózás 2 | 10 km futás | Összesítés | Összesítés |
| Versenyző          | Versenyszám | Idő          | Idő           | Idő                | Idő       | Idő         | Idő        | Helyezés   |
| ------------------ | ----------- | ------------ | ------------- | ------------------ | --------- | ----------- | ---------- | ---------- |
| Fabienne St. Louis | Női         | 25:30        | nem ért célba | kiesett            | kiesett   | kiesett     | kiesett    | kiesett    |

## Úszás
Férfi
| Versenyző       | Versenyszám | Előfutam | Előfutam | Előfutam | Elődöntő | Elődöntő | Elődöntő | Döntő   | Döntő    |
| Versenyző       | Versenyszám | Idő      | Hely.    | Össz.    | Idő      | Hely.    | Össz.    | Idő     | Helyezés |
| --------------- | ----------- | -------- | -------- | -------- | -------- | -------- | -------- | ------- | -------- |
| Bradley Vincent | 100 m gyors | 50,89    | 7.       | 49.      | kiesett  | kiesett  | kiesett  | kiesett | kiesett  |

Női
| Versenyző      | Versenyszám | Előfutam | Előfutam | Előfutam | Elődöntő | Elődöntő | Elődöntő | Döntő   | Döntő    |
| Versenyző      | Versenyszám | Idő      | Hely.    | Össz.    | Idő      | Hely.    | Össz.    | Idő     | Helyezés |
| -------------- | ----------- | -------- | -------- | -------- | -------- | -------- | -------- | ------- | -------- |
| Heather Arseth | 100 m gyors | 58,89    | 6.       | 37.      | kiesett  | kiesett  | kiesett  | kiesett | kiesett  |